# Club Deportivo Capiatá
Il Club Deportivo Capiatá è una società calcistica paraguaiana con sede nella città di Capiatá.

## Storia
Il club fu fondato il 4 settembre 2008.

## Risultati nelle competizioni CONMEBOL
- Copa Libertadores: 1 partecipazione

Miglior risultato: Terzo turno nel 2017
- Copa Sudamericana: 1 partecipazione

2014: Ottavi di finale

## Rosa 2017
| N. |                     | Ruolo | Calciatore        |
| -- | ------------------- | ----- | ----------------- |
| 1  | Paraguay (bandiera) | P     | Bernardo Medina   |
| 12 | Paraguay (bandiera) | P     | Elio Martínez     |
| 22 | Paraguay (bandiera) | P     | Juanito Alfonso   |
| 2  | Paraguay (bandiera) | D     | Ramón Ortigoza    |
| 3  | Paraguay (bandiera) | D     | Gustavo Noguera   |
| 5  | Paraguay (bandiera) | D     | Néstor González   |
| 6  | Paraguay (bandiera) | D     | Cristían Martínez |
| 11 | Paraguay (bandiera) | D     | Carlos Bonet      |
| 14 | Paraguay (bandiera) | D     | Miguel Chavez     |
| 24 | Paraguay (bandiera) | D     | Marcos Gamarra    |
| 25 | Paraguay (bandiera) | D     | Ruben Monges      |
| 28 | Paraguay (bandiera) | D     | Jorge Paredes     |
| 4  | Paraguay (bandiera) | C     | David Barrios     |
| 7  | Paraguay (bandiera) | C     | Hugo Lusardi      |
| 8  | Paraguay (bandiera) | C     | Eduardo Ledesma   |

| N. |                     | Ruolo | Calciatore        |
| -- | ------------------- | ----- | ----------------- |
| 10 | Paraguay (bandiera) | C     | Julio Irrazábal   |
| 15 | Paraguay (bandiera) | C     | Alexis González   |
| 16 | Paraguay (bandiera) | C     | Blas Irala        |
| 17 | Paraguay (bandiera) | C     | Carlos Ruíz       |
| 19 | Paraguay (bandiera) | C     | Gustavo Romero    |
| 20 | Paraguay (bandiera) | C     | Blas Díaz         |
| 21 | Paraguay (bandiera) | C     | Fredy Daniel Vera |
| 23 | Paraguay (bandiera) | C     | David Mendieta    |
| 26 | Paraguay (bandiera) | C     | Juan Villamayor   |
| 9  | Paraguay (bandiera) | A     | Roberto Gamarra   |
| 13 | Paraguay (bandiera) | A     | Cristián López    |
| 18 | Paraguay (bandiera) | A     | Dionisio Pérez    |
| 25 | Paraguay (bandiera) | A     | Juan Jiménez      |
| 27 | Paraguay (bandiera) | A     | Dante López       |
| 29 | Paraguay (bandiera) | A     | José Verdún       |